# Black Awareness
Black Awareness ist ein Jazzalbum von Khan Jamal. Die am 10. und 11. Januar 2005 im Spirit Room, Rossie, New York, entstandenen Aufnahmen erschienen im Oktober 2005 auf CIMP.

## Hintergrund
Bei seiner vierten Session für das Label CIMP (nach Percussion & Strings (1997), Balafon Dance (2002) und Nothing Is Wrong (2003), mit Odean Pope) spielte der Vibraphonist Khan Jamal mit alten Freunden und Kollegen, darunter der langjährige Mitstreiter Byard Lancaster am Altsaxophon, außerdem der Posaunist Grachan Moncur III, der Bassist Dylan Taylor und der Schlagzeuger Dwight James. Neben eigenen Kompositionen Jamals spielte das Quintett auch das durch Archie Shepp bekannte, von Moncur geschriebene „Sonny’s Back, Pt. 1 & 2“. Mit „Nubian Queen“ hatte Khan Jamal einen Solopart.

## Titelliste
- Khan Jamal Quintet: Black Awareness (CIMP 322; Spirit Room Series, Vol. 198)[2]

1. One Comes First 10:44
2. Riff Raff (Grachan Moncur III) 9:53
3. Believe (Grachan Moncur III) 4:54
4. Black Awareness 9:57
5. Nubian Queen 4:04
6. Bloom 13:31
7. Sonny’s Back, Pt. 1 & Pt. 2 (Grachan Moncur III) 8:04

Wenn nicht anders vermerkt, stammen die Kompositionen von Khan Jamal.

## Rezeption
Nach Ansicht von Rex Butters, der das Album in All About Jazz rezensierte, bietet Black Awareness eine angenehme Stunde mit dem Khan Jamal Quintett und einen zugänglichen Einblick in diese verkannte Jazzlegende.
Martin Johnson schrieb in JazzTimes, schlank, locker und täuschend kraftvoll erinnere das Khan Jamal Quintet an den Sound von New York City in den frühen 1980er-Jahren, besonders in jenen Clubs wie Soundscape, Jazz Forum und dem Tin Palace, die Überbleibsel der New Yorker Loft-Jazz-Szene waren. In diesen Clubs begannen mehrere Musiker, den freieren Post-Bop-Sound der zweiten Welle von Blue Note-Platten „links der Mitte“ wiederzubeleben. Der Vibraphonist Khan Jamal habe im Mittelpunkt dieser Bewegung der Reagan-Ära gestanden, und sein Album Black Awareness erinnere an diese Zeit.
Nach Ansicht von Richard Cook und Brian Morton, die dem Album in The Penguin Guide to Jazz drei Sterne verliehen, ist dies eine betont entspannte Session mit alten Freunden, so entspannt, dass Moncur, der oft für eine traurige Erscheinung gehalten werde, dem letzten Stück „Sonny’s Back“ seine Stimme gibt. Jamals Technik würde überhaupt nicht gedrosselt, doch Technik sei hier weniger das, worum es ihm geht als vielmehr um das Gefühl, und diese Session habe eine schöne instinktive Qualität, die tatsächlich sehr gut zur Aufnahmephilosophie von CIMP passe.